# Philippe Gustave Le Doulcet
Pour les articles homonymes, voir Doulcet et Pontécoulant (homonymie).
Philippe Gustave le Doulcet, comte de Pontécoulant, est un astronome français, né à Paris le 11 juin 1796, et mort à Pontécoulant le 21 juillet 1874 .
Il est le fils cadet de Louis Gustave le Doulcet, comte de Pontécoulant et de Marie Anne Elisabeth Marais (vers 1765-1844) auparavant veuve du libraire Louis Laurent Edme Lejay (?-1790). Il est le frère d'Adolphe le Doulcet, vicomte, puis comte et marquis de Pontécoulant. Il est le neveu du maréchal de Grouchy.

## Biographie
Le texte suivant est extrait du Livre du centenaire de l'École polytechnique, 1897.

### Carrière militaire
« Le comte Gustave Doulcet de Pontécoulant est entré à l'Ecole polytechnique en 1811, à 16 ans. Il a appartenu à l'Artillerie de terre, puis à l'État-Major ; il a été retraité, en 1849, comme colonel; il a été Pair de France : tels sont les renseignements que l'on trouve dans le répertoire de Marielle, et les dictionnaires biographiques n'en donnent guère plus. Par une confusion singulière, au moment de sa mort, en juillet 1874, les journaux le prirent pour son frère, qui avait joué un rôle important sous le premier Empire et la Restauration.

### Scientifique
Gustave de Pontécoulant méritait un autre traitement. Ses travaux scientifiques auraient dû lui ouvrir les portes de l'Académie. Mais quelques erreurs ou négligences ont suffi à des contradicteurs ardents pour briser une carrière pleine de promesses et déjà consacrée en quelque sorte par les principaux corps savants de l'Europe, qui l'avaient nommé associé étranger (la Société Royale de Londres. l'Académie de Berlin, etc.).
Élève de l'École polytechnique, Gustave de Pontécoulant s'était pris d'une belle passion pour les sciences mathématiques. En 1829, à peine âgé par conséquent de 34 ans, il se sentait la force de commencer la publication de la Théorie analytique du système du Monde (quatre volumes in-X° : les deux, premiers ont paru en 1829, et les deux derniers en 1834 et 1836 ; une seconde édition des deux premiers a été publiée en 1856), ouvrage considérable, dont l'objet était de rassembler dans un même livre les travaux faits par les géomètres pendant un demi-siècle pour perfectionner la théorie du système du monde; avec la seule ambition de composer un ouvrage utile, facilitant l'intelligence du grand Traité de Laplace, qu'il ne pouvait être question de refaire.
L'ouvrage de Gustave de Pontécoulant eut un véritable succès. Le soin que l'auteur prend de suivre Laplace, en évitant de modifier les notations consacrées par l'usage; la préférence qu'il donne aux méthodes simples et générales assurèrent cette faveur.
Mais Pontécoulant ne s'est pas borné à offrir au monde savant ce qu'on pourrait appeler une réduction de la Mécanique céleste. Le quatrième volume de son ouvrage renferme une théorie complète et nouvelle du mouvement de la Lune, méthode à laquelle les contemporains de l'auteur ne paraissent pas avoir payé un juste tribut d'éloges et qu'un juge compétent, M. Tisserand, estime parfaitement appropriée au but à atteindre.
Il ne peut être question ici de donner un aperçu des principes sur lesquels repose la méthode de Pontécoulant. Qu'il suffise de dire que Pontécoulant, par une appréciation judicieuse des besoins de la Mécanique céleste, se préoccupe moins d'inventer de nouvelles méthodes que d'utiliser de la meilleure manière les méthodes éprouvées, en poussant plus loin les développements, de manière à rapprocher toujours les résultats de l'observation de ceux que donne la théorie. »
Il est inhumé au cimetière du Père-Lachaise (60e division).

## Famille
- Jacques V le Doucet de Pontécoulant (baptisé le 27 novembre 1691-Parme, 25 septembre 1734), capitaine dans le régiment Royal-Piémont cavalerie, marié à Marie Charlotte Thérèse Louis de Chennevières du Hautbois ( -30 novembre 1742), chevalier de l'ordre de Saint-Louis en 1722, il est mortellement blessé à la bataille de Guastalla,
  - Léon Armand Jacques Charles Edmond le Doulcet de Pontécoulant (1726- ), capitaine au régiment Condé-Cavalerie, puis brigadier des armées du roi et major des Gardes du corps, marié avec Marie-Anne Pajot d'Hardivilliers (vers 1735- ), petite fille de Léon Pajot II[2] (1647-1708), contrôleur général des postes et relais de France,
    - Louis-Gustave Doulcet de Pontécoulant (Caen, 17 novembre 1764-Paris, 13 avril 1853), marié en août 1794 avec Anne Élisabeth Marais (vers 1765-1844), veuve du libraire Lejay, qui l'avait caché quand il avait été mis hors la loi le 3 octobre 1793.
      - Louis Adolphe le Doulcet de Pontécoulant (Paris, 10 mai 1795-Bois-Colombes ou Meaux, 20 février 1882), épouse Honorine Gros,
        - Mme Morel,
        - Mme de Manière,

      - Philippe Gustave le Doulcet de Pontécoulant (Paris, 11 juin 1796-Pontécoulant, 21 juillet 1874), marié en 1822 avec Corinne Élisa Mimaut, fille de Jean-François Mimaut[3], consul de France à Carthagène, puis à Alexandrie, et de Louise Augustine Dumesnil,
        - Armand le Doucet de Pontécoulant (1824-Hôpital militaire de Saint-Mandé,9 juin 1877), militaire,
        - Marie Augustine de Pontécoulant (1826-Pontécoulant, 14 janvier 1908), marié en 1882 à Edmond Pierre de Barrère[4] (Morlaix, 7 octobre 1819-Paris, 14 février 1890). Sans héritier, elle a donné le château de Pontécoulant au département du Calvados en 1896.
        - Amédée Gustave le Doucet de Pontécoulant[5] (Pontécoulant, 3 août 1827-Avesnes, le 5 juin 1883), militaire,
        - Jean Roger le Doulcet de Pontécoulant[6] (Pontécoulant, 24 juin 1832-Paris, 1er avril 1885), ministre plénipotentiaire, commandeur de la Légion d'honneur,
        - Louis-Philippe Alfred le Doulcet de Pontécoulant (Pontécoulant, 21 août 1839-Paris, 13 mai 1894), avocat,

    - Cécile Le Doulcet de Pontécoulant (1767-1827), mariée en 1785 au château de Villette avec Emmanuel de Grouchy (1766-1847), futur maréchal de France[7]
      - Henriette Ernestine de Grouchy (1787-1866), marié à Henri Lefèvre d'Ormesson (1785-1858)
      - Alphonse de Grouchy (1789-1864), marquis de Grouchy,
      - Victor de Grouchy (1796-1864), comte de Grouchy

## Distinctions
Il était membre de la Royal Society et de la Société astronomique de Londres, des Académies des sciences de Berlin et de Palerme.
Il n'a pas été membre de l'Académie des sciences.

## Divers
Le cratère Pontécoulant sur la Lune a été nommé en son honneur par l'Union astronomique internationale en 1935.

## Publications
- 1829-1846, "Théorie Analytique du Système du Monde", Paris, (tome 1, 1er édition, 1829), (tome 1, 2e édition, 1856), (tome 2, 1er édition, 1829), (tome 2, 2e édition, 1856), (tome 3, 1er édition, 1834), (tome 4, 1er édition, 1846), (Supplément au Livre VII - Sur l'équation séculaire de la Lune, 1860).
- 1840, "Traité élémentaire de Physique Céleste ou Précis d'astronomie théorique et pratique", Paris, 2 volumes (1er partie : Mouvements et figures des corps célestes déduits de l'observation), (2e partie : Mouvements et figures des corps célestes déduits de la théorie de la graviation).
- 1864, "Notice sur la comète de Halley et ses apparitions successives de 1531 à 1910", Comptes rendus hebdomadaires des séances de l’Académie des sciences, 58, 706-709
- 1866, Souvenirs militaires. Napoléon à Waterloo, ou précis rectifié de la campagne de 1815, avec des documents nouveaux et des pièces inédites, par un ancien officier de la garde impériale qui est resté près de Napoléon pendant toute la campagne (lire en ligne)